# Zelena transverzala

Muslimani su uspostavili kontinuitet koji zabija klin u hrišćansku Evropu. Zapad ravnodušno posmatra tu pojavu jer se nada da će na tom terenu nastati navodno neratoborni islam turskog tipa. S obzirom na uspeh fundamentalista u Turskoj, nema izgleda da će se te nade ispuniti.

Rafael Izraeli, Trumanov centar Hebrejskog univerziteta u Jerusalimu
Zelena transverzala je izraz koji označava teritoriju predominantno naseljenu stanovništvom islamske veroispovesti a koja se proteže od Bosne kroz Sandžak, Kosovo, Albaniju, Makedoniju, Bugarsku i preko Trakije do Turske. Izraz Zelena transverzala takođe i označava politički koncept za prodor islama i obnovu Osmanskog a u novije vreme Turskog uticaja u Evropu. Pravac pružanja teritorije Zelene transverzale se poklapa sa centralnim pravcem ekspanzije Osmanlija u Evropu koji je započeo u 14 veku kada je i stvoren koncept Zelene transverzale. Osmansko carstvo je ulagalo daleko veće napore u islamizaciju stanovnika na liniji Trakija-Makedonija-Kosovo-Sandžak-Bosna nego na drugim teritorijama osvojenih hrišćanskih zemalja Balkana i Evrope. Savremena Turska u sklopu koncepta Neoosmanizma stalno deluje na održavanje Zelene transverzale. Zelena transverzala preseca dva druga pravca: Srbija-Crna Gora i Istočna Hrvatska-Južna Hrvatska, zbog čega je u Srbiji i Hrvatskoj doživljavana kao opasnost. Postoje i interpretacije pojedinih medija u Bosni i Hercegovini da je Zelena transverzala izmišljen mit koji je od strane hrvatskog predsednika Franje Tuđmana i srpskog predsednika Slobodana Miloševića iskorišćen za pokušaj podele Bosne i Hercegovine između Hrvatske i Srbije

## Teritorija
Zelena Transverzala je izraz koji označava teritoriju predominantno naseljenu stanovništvom islamske veroispovesti a koja se proteže od Bosne kroz Sandžak, Kosovo, Albaniju, Makedoniju, Bugarsku i preko Trakije do Turske. Ova teritorija obuhvata 106.600km2 a oko 64 % njenog stanovništva čine muslimani. Nazvana je zelenom transverzalom zbog njenog smera severozapad-jugoistok koji je paralelan sa osom Jugoslavije, ističe Zdravko Sančević koje Zelenoj transverzali posvetio poglavlje svoje knjige. Pojedini ekstremistički elementi i režimi u islamskim zemljama su u svojim planovima vezanim za Evropski kontinent računali na zelenu transverzalu. Zbog procena da je 64 % muslimanskog stanovništva premalo, postojale ideje da se Bosna i Hercegovina smanji na teritoriju koja obuhvata prvenstveno muslimansko stanovništvo i na taj način pretvori u islamsku republiku, dok bi ovako manja zelena transverzala obuhvatala 78.000 km² i oko 9 miliona stanovnika, od kojih su 7 miliona, tj 78 % muslimani.

## Istorija
Koncept Zelene transverzale, koju Srđa Trifković naziva tektonskom napuklinom između islama i ostatka sveta u paradigmatskom Hantingtonovom Sudaru civilizacija, je nastao u drugoj polovini 14 veka kao posledica Osmanske ekspanzije u Evropu. Pravac ove ekspanzije se poklapa sa Zelenom transverzalom koja je još tada imala jasnu geopolitičku svrhu. Islamizacija lokalnog hrišćanskog stanovništva je od strane Osmanskog carstva sprovođena sa daleko većim naporima na liniji Trakija-Makedonija-Kosovo-Sandžak-Bosna nego na drugim teritorijama osvojenih hrišćanskih zemalja Balkana i Evrope.

## Politički uticaj
Zelena transverzala preseca dva druga pravca: Srbija (Sandžak)-Crna Gora i Istočna Hrvatska-Južna Hrvatska. Hrvatska je projekat zelene transverzale smatrala opasnošću na koju je u svojim interpretacijama, sa kojima se slagao i hrvatski predsednik Franjo Tuđman, o tome da je ona već bila povučena ukazivao i premijer Hrvoje Šarinić.
Turska kao regionalna sila stalno deluje na održavanju zelene transverzale podrškom muslimanskim zemljama na Balkanu. Putna trasa koja prolazi zelenom transverzalom je tokom istorije uvek bila pravac intervenisanja stranih sila na Balkan. Trasom zelene transverzale prolazi jedan od važnijih puteva širenja terorizma i transporta droge.

## Kontroverze
Pojedini mediji u Bosni i Hercegovini ističu da je Zelena transverzala real koja je od strane hrvatskog predsednika Franje Tuđmana i srpskog predsednika Slobodana Miloševića iskorišćena za pokušaj podele Bosne i Hercegovine između Hrvatske i Srbije.

## U umetnosti
Zelena transverzala se pominje u savremenoj srpskoj drami. Danko Popović u svojoj knjizi „Na krstu i raskršću” objašnjava fenomen zelene transverzale.